# Petr Barna
Petr Barna  (Praga, Tchecoslováquia, 9 de março de 1966) é um ex-patinador artístico tcheco, que competiu representando a Tchecoslováquia. Ele conquistou uma medalha de bronze olímpica em 1992.

## Principais resultados
| Resultados                                            | Resultados    | Resultados    | Resultados      | Resultados      | Resultados      | Resultados      | Resultados        | Resultados       | Resultados       | Resultados        | Resultados    | Resultados    |
| Internacional                                         | Internacional | Internacional | Internacional   | Internacional   | Internacional   | Internacional   | Internacional     | Internacional    | Internacional    | Internacional     | Internacional | Internacional |
| Evento/Temporada                                      | 1982– 1983    | 1983– 1984    | 1984– 1985      | 1985– 1986      | 1986– 1987      | 1987– 1988      | 1988– 1989        | 1989– 1990       | 1990– 1991       | 1991– 1992        |               |               |
| ----------------------------------------------------- | ------------- | ------------- | --------------- | --------------- | --------------- | --------------- | ----------------- | ---------------- | ---------------- | ----------------- | ------------- | ------------- |
| Jogos Olímpicos                                       |               |               |                 |                 |                 | 13.º            |                   |                  |                  | Medalha de bronze |               |               |
| Campeonato Mundial                                    |               | 16.º          | 13.º            | 16.º            | 8.º             | 8.º             | 5.º               | 6.º              | 4.º              | 6.º               |               |               |
| Campeonato Europeu                                    | 18.º          | 10.º          | 10.º            | 7.º             | 8.º             | 7.º             | Medalha de bronze | Medalha de prata | Medalha de prata | Medalha de ouro   |               |               |
| Fujifilm Trophy                                       |               |               |                 |                 | Medalha de ouro |                 |                   | Medalha de ouro  |                  |                   |               |               |
| Grand Prix de Paris                                   |               |               |                 |                 |                 | Medalha de ouro |                   |                  |                  |                   |               |               |
| NHK Trophy                                            | 10.º          |               |                 |                 |                 |                 | Medalha de prata  |                  |                  |                   |               |               |
| Prague Skate                                          |               |               | Medalha de ouro | Medalha de ouro | Medalha de ouro | Medalha de ouro |                   |                  |                  |                   |               |               |
| Skate America                                         |               |               |                 |                 |                 |                 |                   |                  |                  | Medalha de prata  |               |               |
| Skate Canada International                            |               |               |                 |                 |                 |                 |                   | Medalha de ouro  |                  |                   |               |               |
| Universíada                                           |               |               |                 |                 | Medalha de ouro |                 |                   |                  |                  |                   |               |               |
| Nacional                                              |               |               |                 |                 |                 |                 |                   |                  |                  |                   |               |               |
| Campeonato Tchecoslovaco                              |               |               | Medalha de ouro | Medalha de ouro | Medalha de ouro | Medalha de ouro | Medalha de ouro   | Medalha de ouro  | Medalha de ouro  | Medalha de ouro   |               |               |
|                                                       |               |               |                 |                 |                 |                 |                   |                  |                  |                   |               |               |
| Legenda: Competição não foi disputada nesta temporada |               |               |                 |                 |                 |                 |                   |                  |                  |                   |               |               |